# Surxondaryo (tỉnh)
Tỉnh Surxondaryo (tiếng Uzbek: Surxondaryo viloyati, Сурхондарё вилояти, tiếng Ba Tư: سرخان‌دریا, UniPers: "sorxāndaryā") là một tỉnh của Uzbekistan.
Phía bắc giáp tỉnh Sughd của Tajikistan, phía nam giáp các tỉnh Jowzjan và Balkh của Afghanistan, phía đông giáp các tỉnh Dushanbe và Khatlon của Tajikistan, phía tây giáp tỉnh Qashqadaryo.

## Phân chia hành chính
Tỉnh Surxondaryo được chia thành 14 huyện (tuman):
|    | Tên                      | Huyện lỵ              |
| -- | ------------------------ | --------------------- |
| 1  | Angor                    | Angor                 |
| 2  | Bandikhon                | Bandikhon             |
| 3  | Boysun                   | Boysun                |
| 4  | Denov (Denau)            | Denov (Denau)         |
| 5  | Jarkurghon (Jarqo‘rg‘on) | Jarkurghon            |
| 6  | Kizirik (Qiziriq)        | Sariq                 |
| 7  | Kumkurghon (Qumqo‘rg‘on) | Kumkurghon            |
| 8  | Muzrabot                 | Khalkobod (Khalkabad) |
| 9  | Oltinsoy                 | Qarluq                |
| 10 | Sariosiyo                | Sariosiyo             |
| 11 | Termiz                   | Termiz (Termez)       |
| 12 | Uzun                     | Uzun                  |
| 13 | Sherobod                 | Sherobod              |
| 14 | Shurchi (Sho‘rchi)       | Shurchi               |